# Sport.ua
Sport.ua — общеспортивный новостной портал на Украине. Один из самых посещаемых новостных спортивных сайтов на Украине. На нем собраны новости из многих видов спорта.

## История
Сайт был открыт в 2003 году по инициативе харьковчанина Дмитрия Копия. Вначале на сайте был только обзор футбола, но со временем был открыт раздел, посвященный автоспорту. С того момента сайт стал популярным на рынке украинских СМИ в разделе Спорт.
Дмитрий Копий в 2006 году передал сайт компании Meta.ua в обмен на техническую и финансовую поддержку. Весной 2007 года холдинг ЗАО «МЕТА» приобрели инвестиционные компании Digital Sky Technologies и «Российские фонды». 2019 год – выкуп всех пакетов акций у российских/зарубежных фондов и частных лиц. Приобретение учредителями компании 100% контроля над «МЕТА». 2020 год – полная продажа всех активов проекта Мета (главного портала Meta.ua, других вебсайтов/доменов, почтовика, ТМ, софта и других связанных активов) украинской инвестиционно-технологической компании.
Сайт освещал события на чемпионате Европы по футболу 2012 года в Украине и Польше. Команда проекта подготовила большие спецпроекты по ЧМ-2014 и ЧМ-2018, а также Евро-2016. На Зимние и Летние Олимпийские игры редакция отправляла своих сотрудников, и sport.ua был одним из немногих интернет-проектов, которые имели своих журналистов на месте событий.
Практически с начала своего существования проект является официальным партнером украинских федераций — УАФ, ФБУ, АФУ, ФДМ, ФБУ, ФТУ, УПЛ, УХЛ и многих команд и организаций.
В ноябре 2010 года сайт стал отдельным юридическим лицом — ООО «СПОРТ ЮЕЙ». Уставный фонд компании составил миллион гривен. Причиной изменения формы собственности стало желание владельцев сайта найти стратегического инвестора. По словам бывшего главного редактора сайта Дмитрия Копия (который покинул проект в 2012 году), в 2010 году было предложение о покупке проекта за $800 тыс., которое не состоялось.
Ежегодно проводится более 20 мероприятий при информационном партнерстве sport.ua.
В январе 2014 года, в Киеве в Олимпийском дворике НСК «Олимпийский» состоялась торжественная церемония награждения украинских футболистов премией «Голеадор», которые забили за свою карьеру сто и более голов на высшем уровне, а редакция информационного спортивного агентства (Sport.ua) стала одним из технических спонсоров учреждения Клуба Олега Блохина .
Сайт лидирует среди украинских медиа по показателю мультимедийности при освещении киберспорта.
Журналисты интернет-издания присутствуют на более чем 150 событиях в Украине и Европе. Ресурс цитируется украинскими и европейскими СМИ.

## Посещаемость
В октябре 2010 года аудитория сайта составила 915 тыс. читателей. Рост аудитории сайта не останавливался, и уже в октябре 2019 года она составила более 11 миллионов читателей.
Охват сайта по данным InMind среди украинских пользователей интернета в феврале 2011 года составлял 4,61 %. В марте 2011 года этот показатель был равен 6,34 %.
Согласно результатам социологического опроса Киевского международного института социологии и проекта InPoll, проведенного среди футбольных болельщиков в апреле 2011 года, Sport.ua посетило 24 % украинских пользователей.
По данным исследований платформ контент-маркетинга PRNEWS.IO и SimilarWeb, в 2019 году сайт входит в 10 самых посещаемых украинцами в Германии сайтов и является одним из двух спортивной тематики.
По данным Similarweb в феврале 2024 года сайт занимает первое место среди самых посещаемых спортивных сайтов в Украине

## Награды
- «Лучшее электронное СМИ» по версии Ассоциации спортивных журналистов Украины (2014).[21]

### Социальные медиа
- Viber канал
- Facebook
- Twitter-аккаунт
- Youtube-канал
- Instagram